# Nephrodium wightii
Nephrodium wightii là một loài dương xỉ trong họ Dryopteridaceae. Loài này được C.B.Clarke mô tả khoa học đầu tiên năm 1880.
Danh pháp khoa học của loài này chưa được làm sáng tỏ. 